# Ioveta de Betânia
Ioveta de Betânia ou de Jerusalém (também conhecida como Joveta, Yvette, Iveta, Ivetta, e Juditta) (1119 - após 31 de dezembro de 1178) foi freira e abadessa em Betânia, no Reino de Jerusalém. Era a filha mais jovem do rei Balduíno II de Jerusalém com Morfia de Melitene. As suas irmãs foram a rainha Melisenda de Jerusalém, a princesa Alice de Antioquia e a condessa Hodierna de Trípoli.

## Biografia
Ioveta foi a única filha de Balduíno nascida após a sua subida ao trono da Cidade Santa em 1118. Quando este foi aprisionado pelos ortóquidas nas proximidades do Condado de Edessa em 1123, Ioveta foi uma dos reféns entregues para a libertação do rei. Ficou detida em Xaizar até ser resgatada em 1125 por 80 000 dinares, retirados dos despojos da vitória de Balduíno na batalha de Azaz nesse ano.
Todas as suas irmãs realizaram casamentos com nobres poderosos dos estados cruzados: a primogénita, Melisenda, casou-se com Fulque V de Anjou e sucedeu ao pai no trono de Jerusalém; Alice casou-se com Boemundo II de Antioquia; e Hodierna com Raimundo II de Trípoli.
Ao contrário das suas irmãs, Ioveta entrou para o Convento de Santa Ana em Jerusalém. Em 1143 a sua irmã Melisende construiu um outro convento, dedicado a São Lázaro, na Betânia, em terras compradas à Igreja do Santo Sepulcro. Após a morte da primeira abadessa deste convento, Ioveta foi eleita para o seu cargo em 1144.
Apesar de não tão influente como as suas irmãs, não era desprovida de poder: na actualidade ainda existe um documento de 1157 pelo qual Ioveta doou terras aos cavaleiros da Ordem do Hospital. Foi também responsável pela educação de Sibila de Jerusalém, a filha do seu sobrinho Amalrico com Inês de Courtenay.
As quatro irmãs terão tido uma relação estreita, e quando Melisende morreu em 1161, Ioveta e Hodierna estavam ao seu lado, sendo que Alice provavelmente já teria morrido pouco antes. Depois deste evento, Ioveta desapareceu da história; a data da sua morte é desconhecida, mas já estava morta em 1178, quando surgem registros de outra abadessa no Convento de São Lázaro.